# کتابخانه عمومی استکهلم
http://interbib.se/ International Library (section for foreign language literature)}}کتابخانه عمومی استکهلم (سوئدی: Stockholms stadsbibliotek یا Stadsbiblioteket) یک کتابخانه عمومی در استکهلم، سوئد، است که توسط معمار سوئدیGunnar Asplund طراحی شدهو یکی از قابل توجه‌ترین ساختمان‌های این شهر است. اسم کتابخانه امروزه هم برای خود کتابخانه اصلی و همچنین به عنوان سیستم کتابخانه شهرداری استکهلم استفاده می‌شود.

## معماری
به وسیلهٔ یک کمیته که Asplund خودش هم از سال ۱۹۱۸ عضوی از ان بود مطرح شده بود، یک نقشه طراحی و پیشنهاد شد در سال ۱۹۲۲ و ساخت و ساز در سال ۱۹۲۴اغاز شد. تا حدودی با الهام از Barrière Saint-Martin (Rotonde de la Villette) توسط کلود نیکولاس لودو Asplund ایدهٔ قبلی آن که یک گنبد با همراهی یک ساختمان مدور که سیلندر‌های بلند ان فضای خارجی را عظمت بسیاری می‌دهد را رها کرد. در مسیر برنامه‌ریزی ان، او عناصر شیوه‌های معماری کلاسیک را با انتزاعی‌ترین اشکال هندسی کاهش داد، در اکثر قسمت‌ها حذف دکور معمارانه ان. کتابخانه عمومی استکهلم سوئد اولین کتابخانه عمومی برای اعمال اصل قفسه‌های باز که در آن بازدید کنندگان امکان دسترسی به کتاب و بدون نیاز به درخواست کارکنان کتابخانه برای کمک را داشتند، به یک مفهوم که Asplund ان را در طول ساخت و ساز کتابخانه در ایالات متحده مطالعه کرد. تمام مبلمان در تمام اتاق‌ها برای موقعیت‌ها و اهداف خاص خودشان طراحی شده بود.

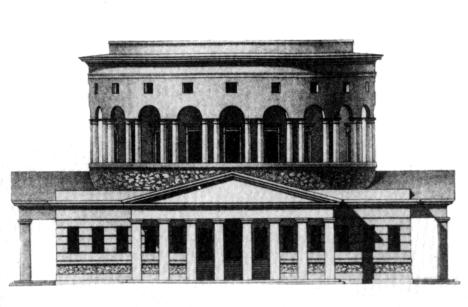
Ledoux: Rotonde de la Villette, Paris

رسماً در ۳۱ مارس ۱۹۲۸ در حضور شاهزاده Eugenبه دلیل محدودیت‌های مالی کتابخانه شاخه غربی ان هنوز از دست رفته بود که تنها در سال ۱۹۳۲برای کامل کردن تقریبی زمینهٔ دایره‌ای اطراف ساختمان از سالن مطالعهٔ اصلی اضافه شد. کتابخانه عمومی استکهلم یکی از مهمترین کارهای Asplund است و نشان دهندهٔ تغییر تدریجی از کلاسیکگرایی به کارکردگرایی.
همچنین این پارک در جنوب با برکه بزرگ ان و مغازه‌هایی در مغازه‌هایی در امتداد Sveavägenکه در سال ۱۹۳۲ توسط Asplund طراحی و تکمیل گردیده‌است. سه ساختمان ساده ضمیمه شده به سمت به غرب هم بخشی از ایده Asplund را تشکیل می‌دهد طراحی شده اما توسط دیگر معماران طراحی شده بودند یعنی اریک Lallerstedt (دو بلوک دورتر غرب ۱۹۲۹–۳۰ و ۱۹۳۲) و پل Hedqvist (1952-53).
ایستگاه متروی ارنوس گرو ایستگاه کار چارلز هولدن در شمال لندن است که گفته می‌شود بر اساس کتابخانه‌های عمومی استکهلم طراحی شده‌است.

## دارایی

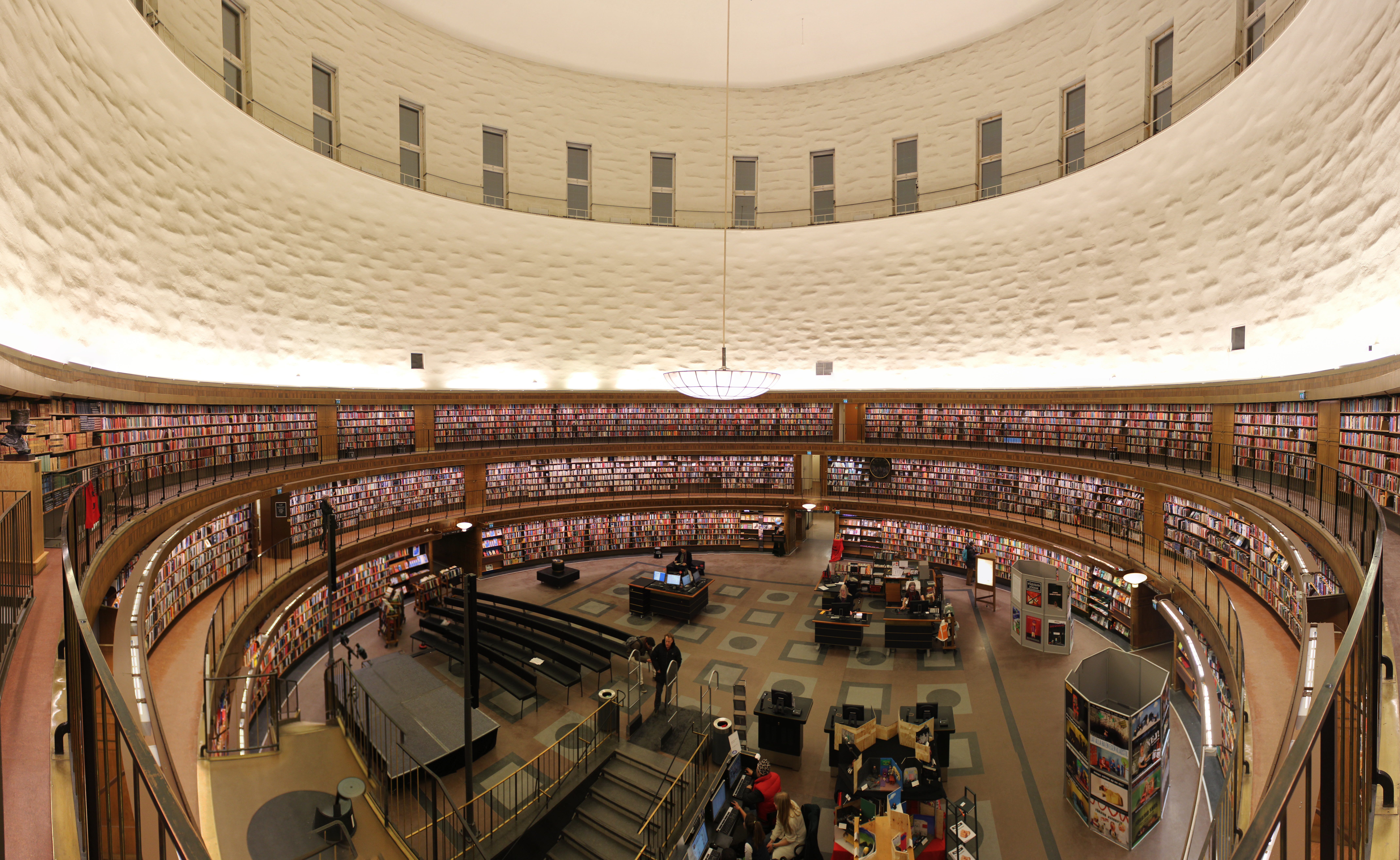
The inside of the rotunda

کتابخانه عمومی استکهلم شامل بیش از ۲ میلیون جلد و ۲٫۴ میلیون نوار صوتی، سی دی و کتاب‌های صوتی است.
«کتابخانه بین‌المللی» بخشی است برای زبان‌های خارجی قرار دارد در دو طبقه و ضمیمه شده در پشت ساختمان اصلی نزدیک به Odenplan. منابع آن شامل بیش از ۱۰۰ زبان با ۱۷٬۰۰۰ جلد در فارسیبا ۱۵٬۸۰۰ در عربیو ۱۴٬۵۰۰ در اسپانیایی. در سال ۲۰۰۷ بیشترین زبان‌های قرض گرفته شده شامل, (۱۹۳۰۰ امانت), تایلندی، اسپانیایی، عربی، فارسی، چینی، لهستانی و ژاپنی است. برای برخی از این زبان‌ها استکهلم کتابخانه عمومی دیگری در بقیه سوئد به کار انداخت از طریق interlibrary وام.

### پیشنهاد گسترش آینده
در سال ۲۰۰۶ اعلام یک مسابقه بین‌المللی معماری برای گسترش کتابخانه ۱٬۱۷۰ را جذب کرد هر چند تعداد کمی معمار بین‌المللی برجسته شرکت کردند. ساختمان جدید قرار بود که در کنار ساختمان اصلی Asplund ساخته شودبا استفاده از مکان اشغال شده توسط سه ساختمان زمینه که سرنوشت (یعنی تخریب یا ادغام) بود به عمد به سمت چپ باز می‌شد.
در ۱۶ نوامبر سال ۲۰۰۷ معمار کمتر شناخته شدهٔ المانی , معمار Heike Hanada ببا پیشنهاد او Delphinium به عنوان برنده انتخاب شد. پروژه او شامل یک مجتمع مسکونی شیشه‌ای حذف از کتابخانه اصلی Asplund اما شبیه ساختمان‌های سلطنتی با حیاط نیم دایره با یک شیب Observatorielunden به نظر می‌رسد جریان است.
اگر چه Hanada به تولید طرح‌های اولیه برای تحقق این پروژه آموزش داده شده بود، اما گسترش ان در اواخر سال ۲۰۰۹ به وقوع پیوست. این بود که با توجه به تغییر دولت در شهرستان با اولویت‌های مختلف و همچنین به عنوان یک محلی به کمپین بین‌المللی تبدیل شده در مورد آنچه که منتقدان را دیدم به عنوان یک اثر غی قابل قبول اصلی Asplund تأیید پیچیده‌است.